# Agenten lassen bitten
Agenten lassen bitten (Originaltitel: Masquerade) ist eine 1964 entstandene, von den James-Bond-Filmen inspirierte, britische Agentenfilmparodie von Basil Dearden mit Cliff Robertson, Jack Hawkins und Marisa Mell in den Hauptrollen. Die Geschichte basiert auf dem Roman Castle Minerva (1954) von Victor Canning.

## Handlung
Nach dem Zweiten Weltkrieg steht die britische Politik gegenüber der arabischen Welt an einem Scheideweg. Die Abhängigkeit von Erdöl aus dem Nahen Osten hat das Land in eine schwierige Lage gebracht, zumal der Hauptlieferant, der Phantasiestaat Ramaut, vor einem Herrschaftswechsel steht. Denn der bisherige, englandfreundliche Machthaber ist gestorben, und sein noch minderjähriger Sohn Prinz Jamil kann wegen seiner Jugend den Thron derzeit noch nicht besteigen. Er würde als Garant der Fortführung der bisherigen Öllieferungspolitik gelten, doch dagegen haben im Land durch die neuen Verhältnisse Oberwasser spürende Fundamentalisten beträchtliche Einwände. Jamils Onkel, alles andere als Briten-freundlich, soll die Amtsgeschäfte in Ramaut solange führen, bis Jamil seinen 14. Geburtstag begeht. Dann erst kann er die Amtsgeschäfte übernehmen. Der britische Geheimdienst glaubt (nicht ganz zu Unrecht), dass Englands Gegner bis zu diesem Zeitpunkt Prinz Jamil ermorden wollen. Geheimdienstchef Colonel Drexel will daher den jungen Thronfolger aus der Gefahrenzone bringen und täuscht während einer Militärparade Jamils Entführung vor.
Der Junge wird in ein Versteck an der spanischen Mittelmeerküste verbracht. Der US-Amerikaner David Frazer, ein Geheimdienstagent für ganz besonders heikle Fälle, wird damit beauftragt, Jamil bis zur Unterzeichnung eines neuen Wirtschaftsabkommens zu bewachen und zu beschützen. Trotz seines Einsatzes wird Jamil aus seinem Versteck diesmal wirklich entführt. Dadurch gerät Frazer in den Verdacht, ein Doppelspiel zu betreiben und gemeinsame Sache mit dem Feind zu machen. Man setzt den Agenten daraufhin fest. Um seine Unschuld zu beweisen, türmt Frazer jedoch und macht sich auf die Suche nach Jamil und dessen Kidnapper. Tatsächlich spürt er seinen entführten Schützling auf, doch dann muss Frazer eine böse Überraschung verdauen: Hinter der Entführung steckt Frazers Chef Drexel, der sich längst mit den Gegnern eines neuen Wirtschaftsabkommens verständigt hat und für seinen Verrat ordentlich abkassiert. Um Frazer auf seine Seite zu ziehen, bietet ihm Drexel eine Teilhabe an dem schmutzigen Deal an. Doch der denkt gar nicht daran, sich korrumpieren zu lassen. Dies ist der Beginn eines heftigen Schlagabtauschs zwischen den beiden Kontrahenten um Leben und Tod …

## Produktionsnotizen
Agenten lassen bitten entstand ab Mai 1964 in den Pinewood Studios und mit dreiwöchigen Außenaufnahmen in der spanischen Küstenregion von Alicante. Die Uraufführung war am 13. April 1965 in London, die Deutschlandpremiere fand am 31. August 1965 statt.
Drehbuchautor William Goldman gab hiermit seinen Einstand beim Film. Don Ashton kreierte die von Jack Stevens ausgeführten Filmbauten. Beatrice Dawson entwarf die Kostüme. Komponist Philip Green übernahm auch die musikalische Leitung. Ursprünglich sollte der deutlich ältere Rex Harrison die Rolle Cliff Robertsons spielen.

## Synchronisation
| Rolle            | Darsteller       | Synchronsprecher      |
| ---------------- | ---------------- | --------------------- |
| David Frazer     | Cliff Robertson  | Gert Günther Hoffmann |
| Colonel Drexel   | Jack Hawkins     | Curt Ackermann        |
| Sophie           | Marisa Mell      | sie selbst            |
| George Sarrassin | Michel Piccoli   | Martin Hirthe         |
| Ahmed Ben Faid   | Roger Delgado    | Dieter Ranspach       |
| Dunwoody         | Bill Fraser      | Klaus Miedel          |
| Benson           | Charles Gray     | Lothar Blumhagen      |
| Sir Robert       | John Le Mesurier | Siegfried Schürenberg |
| Henrickson       | Felix Aylmer     | Peter Elsholtz        |
| Paviot           | Tutte Lemkow     | Herbert Stass         |
| Minister         | Ernest Clark     | John Pauls-Harding    |

## Kritiken
Die internationale Filmkritik war überwiegend milde gestimmt, nachfolgend fünf Beispiele:
In der New York Times schrieb der Kritiker Eugene Archer: „Basil Dearden und Michael Relph … machten sich dieses Mal daran, eine Parodie auf die Spionagekomödien zu machen – obwohl genau das, wie man eine Parodie parodiert, eine Frage ist, die … ungelöst bleibt. (…) Mr. Robertson … gibt alles für eine tölpelhafte Rolle und opfert seine Haltung, behält aber seine Sympathie. Jack Hawkins hat auch seine Momente als britischer Agent, der so aufrecht sein kann wie er scheint, oder auch nicht, wie er scheint. (…) Mr. Dearden hat geschickt Regie geführt, mit hübschen spanischen Drehorten in Farbe und angenehmem Schauspiel von Michel Piccoli und Marisa Mell. Seine anspruchslose Konfektion hält die Aufmerksamkeit gut genug, solange sie da ist, und löst sich nach einem zweiten Gedanken auf.“
Der Movie & Video Guide lobte Cliff Robertsons Schauspielkunst sowie die der Nebendarsteller und die Außenfotografie, die eine „arabische Atmosphäre“ gut einfange. Halliwell‘s Film Guide kritisierte zwar die angeblich zu komplizierten Handlungsabläufe lobte aber die Lebhaftigkeit der Geschichte mit einem „spektakulären Actionhöhepunkt“.
Das Lexikon des Internationalen Films konstatierte eine „Die konventionelle Story dient als Aufhänger für parodistische Schlaglichter auf modische Agentenfilme, mit britischer Selbstironie gewürzt.“
TV-Spielfilm schließlich nannte den Streifen „eine wunderbare Persiflage auf das harte Leben der Geheimagenten.“